# Ragotzkie-Gletscher
Der Ragotzkie-Gletscher ist ein Gletscher im Transantarktischen Gebirge. Er fließt in der Britannia Range entlang der Westseite des Mount Aldrich und vereinigt sich vor der Einmündung in den Hatherton-Gletscher südwestlich des Junction Spur mit weiteren nach Norden fließenden Gletschern.
Das Advisory Committee on Antarctic Names benannte ihn 1965 nach Robert Austin Ragotzkie (* 1924), Projektmanager des United States Antarctic Research Program zur Untersuchung der Seen in den Antarktischen Trockentälern.